# Kunimitsu Sekiguchi
Kunimitsu Sekiguchi, född 26 december 1985 i Tokyo prefektur, Japan, är en japansk fotbollsspelare som sedan 2015 spelar i Cerezo Osaka.